# Eurylophella karelica
Eurylophella karelica is een haft uit de familie Ephemerellidae. De wetenschappelijke naam van de soort is voor het eerst geldig gepubliceerd in 1935 door Tiensuu.
De soort komt voor in het Palearctisch gebied.